# Serge Dmitriev Viluman

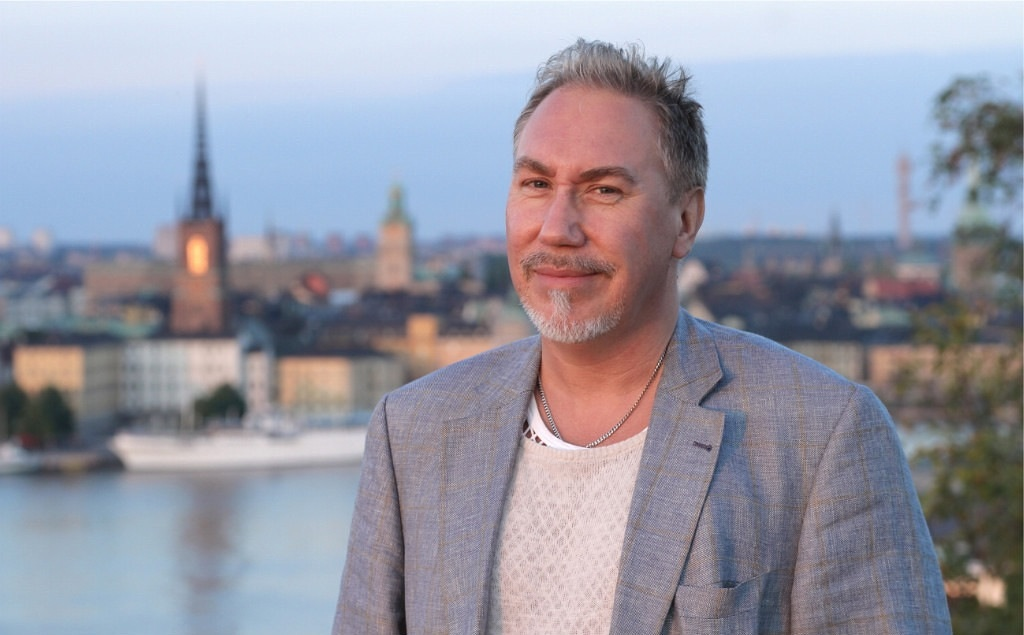
Serge Dmitriev Viluman, 2014.

Serge Dmitriev Viluman, (ryska: Сергей Дмитриев Вилюман), född 15 januari 1964 i Novosibirsk, är en rysk-svensk tonsättare baserad i Stockholm.

## Biografi
Viluman har både ryskt och balttyskt påbrå. Hans mor Valerija Alexandrovna Dmitieva var rysk hematolog och hans far Witold Gustavovitj Viluman var balttysk och verkade som högskolelärare i engelska.  Viluman studerade vid Tjaikovskijkonservatoriet i Moskva för Albert Leman och Nikolai Korndorf. Han tog  examen i komposition 1989.
1992 flyttade Viluman  till Stockholm för vidare studier i komposition vid Kungliga Musikhögskolan för Sven-David Sandström. 1998 blev han svensk medborgare.
Vilumans körsvit På urberget (2009) till Valerij Brusovs dikter handlar om Sveriges natur och var ett beställningsverk för Sveriges Radio. Det uruppfördes av S:t Jacobs Kammarkör i februari 2010 med direkt radiosändning i Sveriges Radio P2.

## Verk i urval

### Kammarmusik
- 2018  – Exaltation - piano solo

- 2017  – Your past-present-future - piano solo
- 2012 – Déjà vu - harpa och tape
- 2010 – An open window - kontrabas och piano
- 2009/2011 – Duetto spontaneo - violin och piano
- 2005/2010  – Gotlandsraukar - accordeon
- 2008  – Marooned in Memories / Вспоминая, он забывался - ten flutes
- 2002  – Sun Drawing Water - Trumpet Bb, fem Gongs och Marimba
- 2002  – Eddy Currents / Virvelströmmar / Вихревые токи - piano solo
- 2001 – Min barndoms snow har töat bort... / The Snow of my Childhood has thawed... / Снег моего детства растаял... - marimba solo
- 2001  – Intermezzo di meditazione - flöjt, violin och cello
- 1999 – Reminiscens av framtiden / Reminiscences of the Future / Очертания будущего - orgel solo
- 1998  – Vikingen kommer / The vicing arrives - saxofonkvartett
- 1995 – CornDoRF - horn och tape
- 1995 – Jag längtar till landet som icke är / I long for the land which doesn't exist - altflöjt och gitarr
- 1993 – Intrada - saxofonkvartett
- 1992 – Hägringar / Mirages - saxofonkvartett
- 1992 – Conversions - blåsoktett och piano
- 1987/1995  – Ostinato - piano solo (utgivet av Gehrmans Musikförlag AB med nr. GE14139)[4]

### Kör
- 2009 – På urberget / On the primary rocks / На гранитах - svit för blandad kör á cappella baserad på Valery Brusovs dikter om Sverige (Valerij Brjusov)
- 2004 – Denna morgon, glädjens stämma / That morning that joy / Это утро, радость эта - (Afanasij Fet)
- 2004 – Vi gläder oss / Radujemsia! - (Sergei D. Viluman)
- 1996 – Natt, gata, lykta, apotek / The Night, The Street, The Lamp, The Drugstore / Ночь, улица, фонарь, аптека - (Alexander Blok)

### Symfoniorkester
- 2013 – Ostinato No.2
- 2000 – Dreams from the childhood
- 1994/1997 – Magnifico
- 1993 – Circulation
- 1989 – Divertimento